# Bhikkhu Anālayo
 (juin 2023).
Bhikkhu Anālayo (Theodor Peter Steffens) est un bhikkhu (moine bouddhiste), érudit et professeur de méditation. Il est né en Allemagne en 1962 et s'est engagé en 1995 dans la tradition monastique Theravāda du Sri Lanka. Il est surtout connu pour ses études comparatives des premiers textes bouddhistes tels qu'ils sont préservés par les diverses traditions bouddhistes anciennes.

## Vie monastique
Bhikkhu Anālayo est temporairement ordonné en 1990 en Thaïlande, après une retraite de méditation au Wat Suan Mokkh, le monastère établi par l'influent moine thaïlandais du XXe siècle Ajahn Buddhadasa.
En 1994, il se rend au Sri Lanka, cherchant à rencontrer Nyanaponika Thera après avoir lu son livre The Heart of Buddhist Meditation. Nyanaponika Thera étant décédé quelques jours avant l'arrivée d'Analayo, celui-ci reste néanmoins et étudie avec Bhikkhu Bodhi. En 1995, il reprend le pabbajja (ordination mineure) et étudie avec Balangoda Ananda Maitreya Thero. Il reçoit son upasampada (ordination majeure) en 2007 dans l'ordre Shwegyin Nikaya sri-lankais (qui appartient au courant Amarapura Nikaya), avec Pemasiri Thera du centre de méditation Sumathipala Aranya comme acariya (maître spirituel).
Bhikkhu Bodhi a été le principal mentor de Bhikkhu Anālayo dans l'étude des discours Pāli. Le regretté Bhikkhu Kaṭukurunde Ñāṇananda a également eu une influence importante dans sa compréhension du Dhamma, tandis que Godwin Samararatne a été le professeur de méditation le plus influent au début de sa pratique.

## Carrière et activité savante
Bhikkhu Anālayo obtient une thèse de doctorat sur le Satipatthana sutta à l'Université de Peradeniya en 2000, publiée ensuite sous le titre Satipaṭṭhāna, le chemin direct vers la réalisation. Au cours de cette étude, il avait remarqué des différences intéressantes entre les canons pāli et chinois de ce premier discours bouddhique. Cela le conduit à préparer une habilitation universitaire à l'Université de Marburg, achevée en 2007, au cours de laquelle il compare les discours du Majjhima Nikāya avec leurs homologues canoniques chinois, sanskrits et tibétains. En 2013, Anālayo publie Perspectives sur Satipaṭṭhāna, dans lequel il s'appuie sur ses travaux antérieurs en comparant les versions parallèles du Satipaṭṭhāna-sutta, et en explorant la perspective méditative qui émerge lorsque l'accent est mis sur les instructions qui constituent un dénominateur commun aux versions canoniques existantes, et dont on peut donc raisonnablement attendre qu'elles soient anciennes.
Bhikkhu Anālayo a beaucoup publié sur le bouddhisme ancien.
Il a pour centre d'intérêt principal l'étude textuelle des premiers discours bouddhiques dans une perspective comparative, base de ses recherches universitaires. À l'heure actuelle, il est rédacteur en chef et l'un des traducteurs de la première traduction anglaise du Madhyama-āgama chinois (Taishō 26), et a entrepris une traduction anglaise intégrale du Saṃyukta-āgama chinois (Taishō 99), parallèle à la collection Pali Saṃyutta Nikāya.
Les aspects théoriques et pratiques de la méditation sont au centre de l'activité académique d'Anālayo. Il a publié plusieurs articles sur samatha et vipassanā et sur les rapports entre les méthodes de méditation contemporaines et leurs sources textuelles.
Ses études comparatives des premiers textes bouddhiques ont également conduit Anālayo à se concentrer sur les développements historiques de la pensée bouddhique, et à rechercher les racines et la genèse de l'idéal du bodhisattva et le début de l'Abhidharma.
En 2007, Bhikkhu Anālayo a été conférencier au Congrès international sur le rôle des femmes bouddhistes dans la Sangha. Son analyse des attitudes envers les bhikkhunis (femmes monastiques) dans les premiers textes bouddhiques et l'histoire de la fondation de l'ordre des bhikkhunis l'a amené à être partisan de l'ordination des bhikkhuni, qui est un sujet de controverse dans les traditions Theravada et tibétaine,.
Bhikkhu Anālayo est cofondateur du groupe de recherche Āgama du Dharma Drum Institute of Liberal Arts (Taïwan), chercheur résident et membre du corps professoral du Barre Center for Buddhist Studies (Barre, Massachusetts) et membre du Centre Numata d'études bouddhistes de l'Université de Hambourg.

## Ouvrages
- Satipaṭṭhāna, the Direct Path to Realization, Windhorse Publications, 2003 (ISBN 978-1899579549, lire en ligne)
- Perspectives on Satipaṭṭhāna, Windhorse Publications, 2013 (lire en ligne)
- From Craving to Liberation, vol. 1, Buddhist Association of the United States, coll. « Excursions into the Thought-world of the Pali Discourses », 2009 (lire en ligne)
- From Grasping to Emptiness, vol. 2, Buddhist Association of the United States, coll. « Excursions into the Thought-world of the Pali Discourses », 2010 (lire en ligne)
- The Genesis of the Bodhisattva Ideal, Hamburg University Press, 2010 (lire en ligne)
- A Comparative Study of the Majjhima-nikāya (Dharma Drum Buddhist College Research Series 3), Dharma Drum Publishing Corporation, 2011
- The Madhyama Agama: Middle-length Discourses: 1 (BDK English Tripitaka), BDK America, 2013 (ISBN 978-1886439474) *co-editor
- « The Legality of Bhikkhunī Ordination », Journal of Buddhist Ethics, Special 20th Anniversary Issue, D. Keown and C. Prebish (ed.), vol. 20,‎ 2013, p. 310–333 (lire en ligne [archive du 14 août 2014]) (eprinted as a booklet together with translations into Sinhala, Thai and Burmese: West Malaysia: Selangor Buddhist Vipassanā Meditation Society, 2013; and New York: Buddhist Association of the United States, 2014). PDF
- Perspectives on Satipaṭṭhāna, Birmingham: Windhorse Publications, 2014 (ISBN 978-1909314030)
- Compassion and Emptiness in Early Buddhist Meditation, Birmingham: Windhorse Publications, 2015 (ISBN 978-1909314559)
- The Foundation History of the Nuns' Order, Bochum/Freiburg: Projektverlag, 2016 (ISBN 978-3-89733-387-1)
- Early Buddhist Meditation Studies (Volume 1), Barre Center for Buddhist Studies, 2017 (ISBN 978-1540410504)
- Mindfully Facing Disease and Death: Compassionate Advice from Early Buddhist Texts, Windhorse Publications, 2017 (ISBN 978-1909314726)
- Buddhapada and the Bodhisattva Path, Projekt Verlag, 2017 (ISBN 978-3897334151, lire en ligne)
- A Meditator's Life of the Buddha: Based on the Early Discourses, Windhorse Publications, 2018 (ISBN 978-1909314993)
- Rebirth in Early Buddhism and Current Research, Wisdom Publications, 2018 (ISBN 978-1614294467)
- Satipatthana Meditation: A Practice Guide, Windhorse Publications, 2018 (ISBN 978-1911407102)
- Mindfulness of Breathing: A Practice Guide and Translations, Windhorse Publications, 2019 (ISBN 978-1911407447)
- Deepening Insight, Pariyatti Press, 2021 (ISBN 978-1681724034)
- The Signless and the Deathless : On the Realization of Nirvana, Wisdom Publications, 2023 (ISBN 978-1614298885)
- Abiding in Emptiness : A Guide for Meditative Practice, Wisdom Publications, 2024 (ISBN 978-1614299172)